# 유체 입자
유체 입자(Fluid parcel)는 유체동역학에서 유체 흐름과 함께 움직이는 동안 동적 이력 전반에서 식별할 수 있는 극소량의 유체이다. 이동함에 따라 유체 덩어리의 질량은 일정하게 유지되는 반면, 압축성 흐름에서는 흐름에 의한 왜곡으로 인해 부피가 변하고 모양도 변한다. 비압축성 흐름에서는 유체 덩어리의 부피도 일정한다(등방성 흐름).
재료 표면(material surface)과 재료 선(material line)은 각각 표면과 선에 해당하는 개념이다.
유체 입자의 수학적 개념은 라그랑주 기준틀에서 유체 운동(운동학 및 동역학)에 대한 설명과 밀접하게 관련되어 있다. 이 참조틀에서 유체 입자에는 레이블이 지정되고 공간과 시간을 따라 이동한다. 그러나 또한 오일러식 기준틀에서는 유체 구획의 개념이 유리할 수 있다. 예를 들어 물질 파생물, 유선형, 유맥선 및 경로선을 정의할 때; 또는 스톡스 드리프트를 결정하는 데 사용된다.
연속체 역학에서 사용되는 유체 덩어리는 물리학에서 미세한 입자(분자 및 원자)와 구별된다. 유체 구획은 평균 자유 경로에 비해 크지만 고려 중인 특정 흐름의 일반적인 길이 스케일에 비해 작은 길이 스케일에 대해 평균을 낸 유체 입자의 평균 속도 및 기타 특성을 설명한다. 이를 위해서는 크누센 수가 작아야 하며 연속체 가설이 유효한 전제 조건이다. 또한 고유하게 식별될 수 있을 뿐만 아니라 바로 이웃한 입자와도 독점적으로 구별될 수 있는 유체 입자의 수학적 개념과 달리 실제 유체에서는 이러한 입자가 항상 동일한 입자로 구성되지는 않는다. 분자 확산은 입자 특성을 천천히 발전시킨다.

## 관련 문헌
- Batchelor, George K. (1973). 《An introduction to fluid dynamics》. Cambridge: Cambridge University Press. ISBN 978-0-521-09817-5.
- Gill, Adrian E. (1982). 《Atmosphere–ocean dynamics》. New York: Academic Press. ISBN 978-0-12-283522-3.
- Thompson, Michael (2006). 《An introduction to astrophysical fluid dynamics》. Imperial College Press. ISBN 978-1-86094-615-8.
- Bennett, Andrew (2006). 《Lagrangian fluid dynamics》. Cambridge: Cambridge University Press. ISBN 978-0-521-85310-1.
- Badin, G.; Crisciani, F. (2018). 《Variational Formulation of Fluid and Geophysical Fluid Dynamics - Mechanics, Symmetries and Conservation Laws -》. Springer. 218쪽. doi:10.1007/978-3-319-59695-2. ISBN 978-3-319-59694-5. S2CID 125902566.